# Wendy Wu: Homecoming Warrior
Wendy Wu: Homecoming Warrior (bra: Wendy Wu: A Garota Kung Fu; prt: Wendy Wu: Uma Miúda Kung Fu) é um filme de comédia de ação original do Disney Channel, protagonizado por Brenda Song e Shin Koyamada.

## Sinopse
Wendy Wu é uma adolescente com uma vida perfeita: ela é bonita, popular e além disso, é uma das duas candidatas a Rainha do Baile de Outono.
Mas toda sua vida muda quando Shen, um monge chinês, lhe conta uma verdade: Ela é a reencarnação do guerreiro Yin, que tem como destino lutar contra o malvado Yan Lo.
Wendy tem que enfrentar a realidade e aprender suas lições de Kung Fu para derrotar uma das mais poderosas forças do mal!

## Elenco
| Actor               | Personagem     |
| ------------------- | -------------- |
| Brenda Song         | Wendy Wu       |
| Shin Koyamada       | Shen           |
| Sally Martin        | Tory           |
| Paul Willis         | Diretor Nunan  |
| Michael Saccente    | Mr. Garibay    |
| Timothy Raby        | Mr. Tobias     |
| Susan Chuang        | Nina           |
| Tsai Chin           | Grandma Wu     |
| Geoff Dolan         | Segurança      |
| Justin Chon         | Peter Wu       |
| Andy Fischer-Price  | Austin         |
| Anna Hutchison      | Lisa           |
| James Gaylyn        | Mr. Medina     |
| Sally Stockwell     | Coach Gibbs    |
| Ellen Woglom        | Jessica Dawson |
| Michael David Cheng | Kenny Wu       |